# グラナド・エスパダ
『グラナド・エスパダ』（Granado Espada、略称GE、韓国語：그라나도 에스파다、北米：Sword of the New World、Sword 2）は、韓国のゲーム製作会社IMC Gamesによって開発・製作されたオンラインゲーム。MMORPGに分類される。2006年7月に正式サービス開始。2006年12月よりアイテム課金制（基本プレイ無料）となっている。
2020年3月2日午前11時をもって、旧運営会社であるハンビットユビキタスエンターテインメントでのサービス終了。同IDを所持しているユーザーは同年6月3日までにデータ引継ぎ申請を行うと、グラナド・エスパダ開発元であるIMCの提供の元、Steamから同ゲームを再開出来た。
2024年10月31日18時をもってサービス終了。
事実上の後継タイトルとなるスマートフォン向けゲームアプリ『グラナド・エスパダM』がハンビットソフトより2025年7月22日にサービスを開始。

## 概要
複数のキャラクターを同時に操作できる戦闘システム「MCC」や「スタンス」の要素など、いくつかの独自概念を意欲的に採用しているMMORPG。「グラナド・エスパダ」と呼ばれる新大陸を舞台に、プレイヤーは開拓者となって大陸に眠る様々な謎を解き明かしていく。
世界観
本作は架空の物語であるが、そのプロットは大航海時代後のアメリカ開拓時代がベースになっている。ゲーム内に登場する「ベスパニョーラ」はかつてのスペイン、「ブリスティア」はイギリスをモチーフにしたもの。英西戦争におけるアルマダの海戦で「スペインが勝っていたら」という「ifの歴史」を背景にしているようだ。史実をモチーフにしてはいるが、世界観は剣と魔法が混在する中近世ファンタジー的なもの。時代設定を反映して飛び道具にマスケット銃が用いられている。
開発を主導したキム・ハッキュ（下述）のインタビューによると、世界観を形成するに当たっては、取材旅行で訪れたイギリスの風景のほか、アメリカの開拓史・古いヨーロッパの風景などに関する書籍などを下敷きにして構想をふくらませていったようだ。
製作・運営スタッフ
プロデューサーはGRAVITY社を創立し『ラグナロクオンライン』を製作した金学奎（キム・ハッキュ）現IMC Games代表取締役。日本でのサービス運営はハンビットユビキタスエンターテインメント (HUE) が行っている。また、2008年12月4日よりハンゲームからもログインできるようになっている。2006年7月21日より月額課金制の商用サービスが行われたが、半年も経たないうちにアイテム課金制に変更された。
音楽は『ラグナロクオンライン』のBGMを手がけるSoundTeMPなどが担当。IMC Gamesとの業務委託契約によりクリエイターとして、キャラクターデザインに『ロマンシング サ・ガ』シリーズなどを手がける小林智美、サウンドコンポーザーに『Beatmania IIDX』などを手がける音楽家の久保田修、TaQを起用。またDJ Tiesto率いるBlack Hole Recordingsの楽曲も一部使われている。これらはキム・ハッキュの強い希望により実現した。

## 特徴
1プレイヤーが最大3人のキャラクターを同時に操作可能な「マルチキャラクターコントロール (MCC)」と呼ばれる戦闘システムが本作の最大の特徴となっている。これはMMO以前のRPGでは当たり前であった「一人で複数のキャラクターを操る」という原点回帰の発想から生まれたシステムであるとのこと。「複数の特徴の違うキャラクターの共同作業」の大部分を1プレイヤーで行えるため、一人でのゲーム進行（ソロプレイ）が非常にやりやすくなっている。多人数による協力プレイも可能。同時に簡易的な自動戦闘が行える「キープモード」「ホールドモード」などの機能が導入されており、放置狩りが公認されているのも本作の大きな特徴の一つである。
また多くのMMORPGで採用されている「ステータス配分」の要素が本作ではやや希薄であり、各キャラクターのステータスは比較的固定されており、一部の例外を除くと、ステータスの変動は、覚醒時に得られるボーナスポイントおよび一部の装備に付随するボーナスに限られる。これには自由な育成が謳われる一方で結局は定石的な育て方が確立され、セオリーから外れた育て方をするプレイヤーがゲーム内で疎外されがちな従来のMMORPGのシステムに疑問を呈すると同時に、自由度を狭めることでキャラクターバランスの調整を容易にしようという意図があるようだ。実際に正式サービス開始後もしばしばスキル性能などの調整が行われている。このためプレイヤーのスタイルは、（どのMMORPGでもみられる要素である）装備の違いに加えて、3人のキャラクターの組み合わせと後述のスタンスの選択、によって差別化される。
キャラクターメイキングの自由度は低い一方、ゲーム内で出会う様々なNPCを編入して使用することができる。編入可能な固定キャラクターの数は総勢70名以上、それぞれに汎用キャラクターとは異なった固有の特徴が設定されている。非常に個性豊かなNPCが多数登場し、会話時のインターフェイスも豊富に用意されている。また、クエストも非常に豊富である。
一部のキャラクターボイスを声優が担当している（後述）。

## 背景

### あらすじ
1488年、後に新大陸の父と呼ばれることとなるフェルッチオ・エスパダ伯爵は、航海の果てに新たなる大陸を発見した。その大陸はもう一人の発見者ジルベルト・グラナドとフェルッチオ・エスパダの名前を取り「グラナド・エスパダ」と名付けられ、新天地への移民と開拓が急ピッチで進められた。
新大陸が発見されてから52年後の1540年、旧大陸の二大国家ベスパニョーラとブリスティアとの間で新大陸の覇権を巡る戦争が勃発する。三年戦争と呼ばれるこの争いは当初「無敵艦隊」と呼ばれた世界最強の海軍力を誇るブリスティア優位に進んだ。窮地に立たされたベスパニョーラは1543年、総海軍力を結集し「赤色艦隊」を編成、海上決戦に挑む。両軍壊滅という壮絶な相打ちとなったこの「バレアレス海戦」を契機に形勢は一気に逆転し、戦争はベスパニョーラの奇跡とも呼べる勝利に終わった。以後新大陸での利権はベスパニョーラ勢力とその移民が掌握、ブリスティアは旧大陸最強国の座から転落し衰退の道を辿ることとなる。
時代を変えた世紀の発見から60年余――グラナド・エスパダは完全植民地化を目論むベスパニョーラ王党派と独立を目指す共和派との対立、三年戦争の謎を巡る様々な人物の暗躍、そして未開地の踏破に命を賭ける開拓者たちの情熱が渦巻いている。ベスパニョーラの派遣する新米開拓者としてグラナド・エスパダに渡ることとなったあなたの家門は、この波乱と謎に満ちた新大陸で何を見るのか…。

### 拠点
リボルドウェ
新開拓者が最初に訪れる、新大陸2番目に造られた都市。「クイーンズゲート」を構えるヨーロッパの古典的な城塞都市風の街並み。新大陸拓殖株式会社の本部とガブリエラ姫が滞在する迎賓館があり、ベスパニョーラ政府と王党派の本拠地となっている。主に初級者の活動拠点となる。また、冒険者間の取引の中心として、もっとも賑わいをみせる街である。
コインブラ
開拓初期に建設された港湾都市。坂に建設されているため見晴らしが良く、展望台もある。イタリアの下町を思わせる街並みで、王党派・共和派・中立それぞれの住民が入り混じる独特の雰囲気が漂う。新大陸の玄関口的な機能を果たしており、ギガンテアイランドとウスティウル前進基地に向かう船便も出ている。
オーシュ
ベスパニョーラ政府の課す重税に耐えかね、リボルドウェとコインブラを逃れた商人らによって建設された都市。共和派の本拠地となっている。
名物「グラングマアーケード」がそびえる美しく誇らしい中心部と、陰惨な雰囲気すら漂う裏道の2つの顔を持つ。開拓者たちの移動支援サービスを行うレオナルド・エクスプレス社の本社もここにある。エンチャントチップ製造機が設置されており、中級レベルに達したプレイヤーがよく利用する。
ウスティウル前進基地
まだ開拓の手が入って間もない土地で、恐竜が跋扈する危険地帯。未だ陸路が形成されていないため物資が乏しく、特に食糧問題は深刻で基地からして劣悪な居住環境がうかがえる。
この先に広がるジャングル地帯は未開地のため指導者グラングマの許可なくして奥地に進むことはできず、上級開拓者たちが挑戦するゾーンとなっている。
バハマルベースキャンプ
ウスティウルジャングルの奥地、深い森林や沼地に囲まれた神秘的な地域に仮設された居住区。近辺には魔女の住まう土地があると噂される。
ギガンテアイランド
南国リゾート風の島。入り口エリアは他のエリアとはうって変わった明るい景観で、街に近い側では各種のアトラクションや放置プレイヤーでにぎわう特設ビーチなどが存在し、観光地のような趣がある一方で、奥に進むと強敵の待つダンジョンにつながっているというコントラストの大きなエリアでもある。
ロス・トルドス
罪人が行き交う荒れ果てた土地。 何者かが奇妙な実験を行っていると噂される。
もともとはPKの実行がエリアに入る条件となっていたが、日本では、2008年11月25日のアップデートで特定の状況以外でのPKシステムが削除され、
「オタイト香水」を使用した時のみ入場できるエリアとなった。
「オタイト香水」は有料アイテムモールから購入できるほか、コスチューム回収箱からも入手できる。
エラク
新大陸の奥に眠る古代から続く第三の文明の残る秘境。経験を積んだ開拓者のみが訪れることが可能であり、そこを訪れる者には、強力なスタンスや装備を入手する道が開かれるとも言われている。

## ゲームシステム

### 全般
ワールド
ゲーム内の世界の区分。「サーバー」にあたるもの。同じゲームながらそれぞれのワールドは別世界となり、キャラクターなどのデータは一つのワールドにつき一つのみ有効となる。現在５ワールドがある。
各ワールドには自由に行き来が可能な複数チャンネル (ch) が存在する。チャンネルとは、同一ワールド内における平行世界のこと。プレイヤーデータとスクワッドや党のチャットなどはチャンネルを越えて共有されるが、モンスターの出現状況などが各チャンネルごとに独立している。チャンネル数は、原則としてエリア毎の混雑度に応じて定められている。各ワールド1chでしか利用できない機能もある。
ワールド名は宝石の名前にちなんでいるが、2回に渡る統合で初期ワールド名の面影はほとんどなくなっている。
| 初期         | 第1回統合    | 第2回統合    |
| アメジスト   | アメジスト   | ラピスラズリ |
| ガーネット   | ガーネット   | ラピスラズリ |
| サファイア   | サファイア   | アゲート     |
| ペリドット   | ペリドット   | アゲート     |
| アクアマリン | ペリドット   | アゲート     |
| パール       | ペリドット   | アゲート     |
| オパール     | ペリドット   | アゲート     |
| トパーズ     | ペリドット   | アゲート     |
| ターコイズ   | ダイアモンド | ダイアモンド |
| エメラルド   | ダイアモンド | ダイアモンド |
| ルビー       | ダイアモンド | ダイアモンド |
| n/a          | スピネル     | スピネル     |
| n/a          | レグランド   | レグランド   |
セレスタイトワールド
2010年8月12日、大型アップデート「ルネッサンス」と同時に開設された初心者向けワールド。
昇級、覚醒、上級者向けマップへの入場、党コロニー戦中止など各種制限がかけられている他、
ガチャやセット販売など一部有料サービスの対象外となっている。
2010年11月2日にベテラン、バハマルエリア解放。
2011年2月8日にエキスパート、セデクレムエリア解放。
Vis
本作品内におけるゲーム内通貨。
本作では通貨が直接ドロップされることはないため、ドロップアイテムをNPCベンダー及びマーケット、露店などで売却して初めて得られる。アイコンはインベントリーの「クエストアイテム」欄に存在し、開拓者間の取引の際に用いる。
Feso
本作品における第二のゲーム内通貨。一部の有料アイテムを、課金せずともFesoで買えるようになる。
日本では2008年6月17日のアップデートで実装された。特定地域で手に入るドロップアイテムを売る等して手に入れる事が出来る。
また、個人商店やマーケットシステム（後述）においても、Fesoで出品する事が出来る。
輝く水晶
2010年8月12日大型アップデート「ルネッサンス」で実装。
LV100以下のモンスタードロップなどで入手できる「その他」カテゴリのアイテムだが、昇級、キャスト編入、高性能なセトラーズ装備購入、26等級以下の装備品強化補助、製作など、各種サービスの対価として支払う事ができる。
家門
ファミリーネーム（姓）のことで、他のゲームでのキャラクター名に当たる。
新規プレイヤーは最初に家門名を設定し、その後キャラクター作成時にファーストネームを付けることになる。この家門名は全ワールドを通して唯一のものであり重複はできない。キャラクター名は家門内でのみ唯一となり、西洋が舞台となっているため「（キャラクター名）（家門名）」という表示になる。
バラック
家門の本拠地的な場所。ログイン後プレイヤーはまずここに通される。出撃チーム編成の他、家門とキャラクターの作成・削除が行える。
西洋屋敷のホールを思わせる場所に表示されるキャラクターからチームを選択した後、チャンネルを選んでゲームを開始する。一度に表示できるのは現在のバラックに配置された最大9人までで、他のキャラクターを選択する場合はバラックを切り替える必要がある。作成できるキャラクターは最初は4人までだが、拡張することで最大99人まで増やせる。ただし、36人目までゲーム内通貨で拡張できるが、以降は有料アイテムが必要になる。
作成1人目：正面階段左手、手摺の前に立つ。
作成2人目：正面階段右手、手摺の前に立つ。
作成3人目：正面階段に座る。
作成4人目：画面左手、ソファーに座る。
作成5人目：画面左手、ソファーの左に横を向いて立つ。
作成6人目：画面左手、ソファーの右に正面を向いて立つ。
作成7人目：画面右手、チェスボードの左手座席に余裕の表情で深く座る。
作成8人目：画面右手、チェスボードの右手座席に座り、打ち手に困り頭を抱える。
作成9人目：画面右手、チェスボード左手の椅子近辺に立つ。
家門名声値
家門の働きに対して与えられるポイント。クエスト遂行などによって加算される。
当初は消費してNPCカードなどの取得に使われていたが、正式サービス開始に伴い蓄積されるだけの形に変更。バラックや個人商店の拡張に必要となっていたが、ギガンテアイランド実装時に全家門の名声値が500にリセットされた。Ver.2.6.2実装に伴いミッションLv4召喚石との交換に使用されるようになった。
家門レベル
家門の「格」を表す数値。家門レベルに応じて最大HPや攻撃力、攻撃速度、防御力が上昇する「家門の加護」という恩恵を受けることができる。
作成したキャラクターのレベルに応じて家門ポイント (家門名声値とは違い隠し数値) が決定され、バラック内にいるキャラクターの家門ポイントの合計で家門レベルが決まる。
党
「ギルド」や「クラン」にあたるシステム。党専用チャット機能が使える。
コロニーの所持数に応じて党員全員が攻撃力上昇（党首のみ所持コロニー数×5の攻撃力(%)と防御力増加）の恩恵を受けることができる。党レベルが設定されており、最大52まで上げることが可能。Lv51に達すると所属している党員全ての家門レベルが+1、Lv52で+2のボーナスがあり、派閥（王党派・共和派）に属するとさらに+1される。
グループチャット
党・派閥などに関係なく最大50人まで参加が可能。グループを作成すると自動的にワールド全体に告知される。
スクワッド (SQ)
「パーティー」にあたるもの。スクワッド専用チャットが使用できる。
多人数参加型のミッションでは自動的にSQを組んだ状態になる。ウィザードやスカウトなどの補助魔法は通常自チームのキャラクターにのみかかるものだが、SQではメンバー全体に補助魔法がかかる。ただし補助魔法にはキャラクター単体にかかるものや、半径〜m以内などの制限がある。通常マップでのSQは最大12家門まで参加でき、計36名という大軍団の結成が可能。
MCCシステムがある本作では一家門で狩りに必要な役割（例えば、盾・火力・回復）の多くを満たせる上、場所によってはSQを組むと逆に効率が下がってしまうこともあるため、一家門による単独行動が好まれる傾向にある。一般には、党メンバーや「野良」でのSQが結成されるのは、単独攻略が難しいバトルやイベント、複数のメンバーがいたほうが経験値が稼ぎやすいケースに限られる。
個人商店
露店。キャラクターの制限はないが、場所はリボルドウェに限定されている。
チュートリアル終了直後の状態では、4つのみ商品を置けるが、ゲーム内で拡張することにより9つまで増やせる。プレイヤー同士の直接取引とは異なり、表示価格の5%が税金として差し引かれる（100visで販売する場合、販売者の収入は95vis）。
マーケット
欲しい商品や売りたい商品をより簡単・便利に検索・購入・売却することができる機能。
各都市に配置されている「マーケット管理人」を介して行う。売却したいアイテムを登録しておくと、ログイン状態にかかわらず48時間商品リストに掲載される。ただし売り手は登録時に設定金額の1%、売却時にさらに5%の手数料が積立金として引かれるので注意が必要。売れ残った場合も登録時の手数料は返ってこない。
マーケットで購入したアイテム、または登録アイテムが購入された際の売却益や売れ残ったアイテムは「キャビネット」と呼ばれる場所に移され1週間保管される。1週間以内に回収しなかった場合は消滅する。
覚醒(Veteran)
キャラクターレベルが100になると行うことができ、様々な恩恵を受けられる。昇級時に輝く水晶25個が必要。
覚醒を行うと攻撃・防御等級が1ずつ上昇し、追加ステータスポイント10を好きなステータスに振ることができる。またレベルが「Veteran」と表示される。覚醒後の経験値は下4桁表示 (0.0000)になる。以前は実質的に10%でレベルが1上昇した扱いになっていたが、2008年11月のアップデートよりVeteranLv1・VeteranLv2…（Lv10の100%が上限）という表示に変更されている。Lv100以下のときにはレベルが4上がるごとに上昇していた攻撃・防御等級は、VeteranLv5やVeteranLv9（Lv104、108相当）に達しても上昇しない。
またベテラン専用スタンスを各マスターから購入し、覚えることができるようになる。
ある意味グラナド・エスパダにおける1つの目標であり、次のキャラクターを育てるスタートとも言える。
覚醒(Expert)
Veteranの上位に位置するランク。
覚醒してから経験値をVeteranLv10の100%まで上げる必要がある。また、昇級には輝く水晶50個が必要。攻撃･防御等級が2上昇、最大HP･SPの上昇、ステータスポイントをさらに10振れるなどのメリットがある。
またエキスパート専用スタンスを覚えることができるようになるが、エキスパートスタンスを購入するためには、一定のクエストを終了しなくてはならない。
覚醒(Master)
Expertの上位に位置するランク。昇級には輝く水晶100個が必要。
覚醒(HighMaster)
Masterの上位に位置するランク。昇級には輝く水晶500個が必要。
覚醒(ラ アタンシオン)
2014年05月14日の大型アップデート「神聖アルモニア」で実装。ハイマスターに昇格したキャラクターがアルモニア大聖堂にいる「教皇 ルディオ2世」に「サラの涙」アイテムを渡す事で昇格可能。攻撃/防御等級それぞれ1ずつと、最大体力5500上昇効果を付与出来る。
昇級
2010年8月12日の大型アップデート「ルネッサンス」で「覚醒(旧仕様)」が、LVキャップを解放する「昇級」と、等級を上げ追加ステータスポイントを振る「覚醒(新仕様)」に分けられた。「昇級」はゲーム内で入手できる「輝く水晶」で行う事ができる。同時に覚醒秘伝書の価格も引き下げられた。
2012年9月19日アップデートより「覚醒」と「昇級」が統合されマスターガーディアンズで輝く水晶を使い昇級することで、従来の覚醒と同じ効果が得られるようになった。

### 戦闘・装備関連
戦闘には「キープモード」「ホールドモード」「アサルトモード」「ハーベストモード」という4つのモードが用意されている。これらの機能を軸に、必要に応じて手動による全体指示と個別指示の切り替え、スキル使用、ターゲット指定を行う。簡易的なAIとはいえ、場所とモードを選べば放置していても戦闘継続が可能。ただしノックダウン時や敵のスキルによってはモードが強制解除されてしまうことがある。どのモードにおいても一部スタンスの「ヒーリング」以外のスキル使用は全て手動で指示する必要がある。また各種通常攻撃やスキルにはそれぞれ対地/対空の属性が設定されており、対地のみ有効の攻撃では空中の敵を攻撃することができない。
キープモード
周囲10m以内に進入した敵を自動で追跡・攻撃する機能。ヒーラーは一定範囲内にいるHPが減った味方を自動的に追いかけて回復してくれる。使い勝手が良くスペースキー1つで実行できるため最も使用機会が多い。
ホールドモード
移動を行わず、攻撃可能範囲内に入った敵のみを攻撃する機能。主に放置中の近接攻撃職の暴走（敵を延々追いかけ続け、帰ってこなくなること）を防ぐのに用いる。
アサルトモード
指定した地点に向かって移動しながら、進路上にいる全ての敵を殲滅する機能。あまり遠い地点を指定すると攻撃能力を持たないスカウトなどが敵を無視して先走ってしまうので、やや使いどころが難しい。
ハーベストモード
敵の落としたアイテムを拾うための機能。一定範囲内に落ちているアイテムを全て拾い切ると解除されるため、放置中に自動でアイテムを拾わせ続けることはできない（長銃の膝射系スタンスのみ可能だが、移動ができないため実際に拾ってくれる範囲は極めて狭い）。アサルトモードと同じように、指定地点まで移動しながら進路上のアイテムを全て拾うといった使い方もできる。
スタンス
キャラクターの取る「構え」のこと。本作の特徴的なシステムの一つ。
武器ごとに1〜4つのスタンスが設定されており、切り替えることでキャラクターの体勢が変わる。それぞれのスタンスで攻撃能力・防御能力や習得・使用可能なスキルが異なり、複数の特徴を備えた構えの中から1つを選ぶことで臨機応変な戦闘を行うことができる。また同じ武器でも片手持ち・二刀流、両手に別々の武器を持った場合にもそれぞれ別のスタンスが用意されており、マイナーチェンジの専用スタンスも含めるとその総数は100種類以上に及ぶ。
キャラクターごとに使用できるスタンスは限られており、固定キャラクター専用のスタンスも存在する。初めから取得している以外のスタンスを取得するためにはNPCから「教本」を購入して与える必要があり、いくつかの上位スタンスはベテランもしくはエキスパートにならないと取得することができない。
またスタンスごとにレベル（熟練度）が存在する。レベルが上がるにつれてそのスタンスの特徴に沿った能力が上昇し（最大Lv25）、またスタンスレベル上昇時に得られるスキルポイントを各スキルに分配することでスキルの効果が上昇する（最大Lv10）。指輪など一部の特殊な装備を着用することでスキルレベルを限界値以上に伸ばすこともできる。スキルが5種類あるスタンス以外はすべてのスキルを最大レベルまで伸ばせる（総獲得スキルポイントの制約上、スキルが5種類あるスタンスはどれか1つを最大値にできない）。
複数のスタンスにまたがって登場し、スキルレベルが共有されるものもある（“ハイガード”と“ヘブンオアヘル”の共有スキル「スラッシュダウン」など）。
等級
キャラクター及び装備のグレードの高さ。攻撃力・防御力とは別に攻撃等級・防御等級がそれぞれ存在する。
等級の基本値は[キャラクターレベル] /4 （端数切り捨て）で算出され、これに武器と鎧の[装備要求レベル] /4（端数切り捨て）を足したものがそれぞれ最終的な攻撃等級・防御等級となる。盾は要求レベルに関係なく防御等級が+1される（隠し等級によりさらに+1されるのもある）。
等級が1つ離れるとダメージと命中率が10%増減し、等級差によって状態異常のかかりやすさが変動する。キャラクターの根本的な強さに大きく影響するため、一般的に攻撃力・防御力よりも重要視されている。
相性
本作には魔法攻撃の属性の他、物理攻撃にも相性が設定されておりタイプによってダメージが変動する。
短剣、特殊短剣、曲刀、散弾銃、特殊散弾銃、短槍、ナックル、レッグガードは「ソフト（礼服、法衣）」タイプに効果が高いが「ミディアム（革鎧）」「ハード（金属鎧）」タイプを苦手とする。長剣、細剣、拳銃、長銃、銃剣はどのタイプにも安定した効果を発揮し、「ミディアム」タイプにやや有効。大剣、槍・斧槍、大砲、鈍器は「ハード」タイプに大きなダメージを与えるが「ソフト」「ミディアム」タイプには効果が低い。
ユニークアイテム、エリートアイテム
一般のものより高い性能を持つ装備品。
ユニークアイテムには+2、エリートアイテムには+5の「隠し等級」が設定されている（盾と一部の武器・防具は例外）。一般の装備と同じように強化ができるが、ユニークアイテムには固定のオプションが付いておりエンチャントなどで別のオプションを付けることができない。高レベル用エリート武器には固有のエフェクトが存在するものがある。
エンチャント、オプション
エンチャントとはゲーム内で入手する武器・防具に様々な付加効果（オプション、OP）を与える要素。
モンスターからドロップ、または製造した時点で既にオプションが付いていることもあるが、「エンチャントチップ」というアイテムを使用することで強制的に付加することができる。どんな高レベルの装備品をもってしても、オプションが無ければ本当の力を発揮できない。
エンチャントチップにはそれぞれレベルが設けられており、武器・防具の装備要求レベルを下回るチップではエンチャントを行うことができない。どのオプションが付加されるかはランダムで、運が悪いと何も付かないこともある。有料アイテム「エンチャントスタビライザー」を使用すると100%の確率で何らかのオプションが付く。
オプションには攻撃力/防御力・攻撃速度・属性攻撃力/防御力・移動速度・回避力・等級・対種族特化攻撃力/防御力・状態異常・命中率・クリティカル率・最大HP・最大SPなどがあり、装備品の種類ごとに付加可能なものが決まっている。通常のオプションは青色で、等級や種族特化など付きにくいオプションは黄色で表示される。
強化
武器・防具の基本性能を上昇させる要素。
各都市に配置されている「強化屋」に装備品の基本価格に応じたvisを支払って行う。強化が成功するごとにアイテム名の前に「+1」「+2」「+3」…と記載され、最大+12まで強化が可能。武器は+1ごとに攻撃力が+2〜+5、防具は防御力が+1され、+5以上の強化に成功すると武器は攻撃等級、防具は防御等級が上昇するボーナスがある（盾は例外で、+5以降の強化に成功しても等級は上昇しない）。+5で等級+1、+6で等級+2（以下+3、+4、+6、+9、+13、+18）。
+4までの強化は100%成功するが+5以降は成功確率が徐々に減少し、失敗するとそのアイテムは消滅してしまう。Lv32以上の強化に失敗した場合、その装備品のレベルと同じランクのエンチャントチップが1枚支給される。有料アイテム「バレロンパウダー」を使用すると、成功率を最大で2倍まで引き上げることができる。+5、+6、+7強化に失敗してもアイテムが消滅しない「アイテム消失防止剤」という有料アイテムも販売されている。
武器は+5以降の強化に成功すると装備したときに光って見えるようになる。エフェクトは+数値によって様々なパターンが用意されている（ただし固有エフェクトがあるものは変化しない）。
コスチューム
キャラクターの見た目を変えるための装飾品。頭（髪型）、顔、体、背中に装着するものがある。
体用のものは鎧と同時に装備でき、ステータスはそのままで外見のみ変化させることが可能。一部装着することで能力が上昇するものもある。
PK機能
現在は、プレイヤー自身が望まない形でPK戦を強いられることはない（いわゆる"World PvP"は廃止されている状態）。その一方で、プレイヤー自身の選択によりPKを楽しめるコンテンツ・イベント等は複数用意されている。
開拓民装備
新規プレイヤー支援のための装備品の総称。Lv.1、20、40、60、80、ベテラン用のものが実装されている。
クエストをこなすことなどで支給される「研磨剤」と交換で入手できる。高い攻撃力・防御力に加えて隠し等級+4〜5（盾以外）というエリートアイテム級の非常に優れた性能を持っており、さらにエンチャントを行うと100%の確率で強力な固定オプションが付く。ベテラン用のもののみステータス面でのペナルティが存在。Lv.20以下のものは無償でエンチャントが可能。各家門専用装備という扱いになっており研磨剤、開拓民装備ともに他プレイヤーと取引することはできない。
「ルネッサンス」アップデート時にいわゆる「白装備」のNPC販売が廃止され、「輝く水晶」と交換で開拓民装備を購入する形式に変更された。
また、開拓民装備専用のエンチャント設備が撤去されたため、ゲーム内で「開拓民装備」という名称は使われなくなった。

## 登場国家
グラナド・エスパダ
現実のアメリカ大陸に相当する新大陸。
オポルト出身（現実ではポルトガル）の探検家ジルベルト・グラナドとフェルッチオ・エスパダによって発見される。
現実ではイギリスにより植民地化されたが、本作ではベスパニョーラ（スペイン）の植民地。
エラク
女王ハマンの治める、グラナドエスパダ先住民の王国（北米版では「エルドラド」と訳されている）。
ベスパニョーラ
現実のスペインに相当。作中では「本国」と呼ばれる事が多い。
三年戦争（現実ではアルマダの海戦）で勝利し、グラナドエスパダの開拓事業を推める。
オポルトとの併合の際、オポルト派のエスペランサ女王が即位した為女王に不満を持つベスパニョーラ派貴族が十人貴族（現実では十人委員会）を結成、現在では女王を超える権力を握っている。
ベーシックキャストの出身国。
ブリスティア
現実のイングランドに相当。三年戦争で敗戦。捕虜となった兵士達がジャケン収容所で悲惨な人体実験を受けた。
イノリー
現実のフランスとイタリアに相当。
ベスパニョーラの同盟国で、グラナド・エスパダ建国記念に巨大なフェルッチオ・エスパダ像（現実では自由の女神像）を寄贈した。
高名なファッションデザイナーを輩出し、タコやピッツァを食べる文化がある。
タンイン
現実の中国に相当。
新大陸から中毒性の高いオタイト加工薬品が密輸入されている事を問題視し、ベスパニョーラと対立するも敗戦（現実では阿片戦争）。

### イベント関連
クエスト、ミッション
クエストにはメインストーリーを進行させるものや報酬を得るだけのものの他、NPCを編入するためのものがある。
多くのクエストには発生条件が課せられており、クエストを発生させられる状態になると該当NPCの頭上に「！」のアイコンが点灯する（例外あり）。また簡易クエストとして各都市のNPCやフィールド・ダンジョンに設置されている「開拓碑」からハントクエスト及びハントミッションを受けることができ、特定のモンスターを一定数討伐する事によってモンスター召喚アイテム「アンバー」や経験値カード（と一部の開拓碑からはアイテム「開拓の証」）を得ることができる。
ミッション（モード）とは参加プレイヤー以外が干渉できない専用のマップで行うイベントのこと。クエスト達成の条件となるものと、クエストには直接関わらないものがある。1家門で行うものから30家門が参加できるものまであり、特定の敵の撃破、「ホーム」と呼ばれる設置物（またはNPC）の破壊または防衛、単にNPCと会話するだけなどのクリア条件が設定されている。制限時間が存在することが多い。
このほかアイテム「召喚石」を使用することで随時自発的に開催できる「インスタントミッション」がある。通常のミッションと同様クリア条件と制限時間が存在し、クリアすると4つの宝箱から1つを選んでランダムにアイテムを獲得できる報酬がある。誰にも邪魔されず中ボス級のモンスターと多く遭遇できるため一部の召喚石はアイテム獲得の手段として需要があり、比較的高額で取引されている。
スーパーファイト
通常のマップと異なり、SQメンバー以外は全て敵とみなされるミニPvPイベント。
バトルコロシアム・ポイズンヤード・秘密の寺院の3つが用意されており、毎日定時にマップへのワープゲートが5分間だけ開放される。それぞれに参加レベル制限が設けられており、入場すると各家門はランダムに配置される。マップにはモンスターはもちろんレイドなども用意され、通常レイドではドロップしない「勇者の証」を入手できる。「勇者の証」を集めると背中コスチュームとの交換が可能。
2012年3月21日アップデートで削除された。
コロニー戦
領土戦。党単位で各エリアの占有権を争う集団PvP。
毎週土曜日の21:00〜23:00に宣戦布告でき、敵対地域の拠点「コロニー」の耐久値を0にすると占領することができる。多くのエリアを支配することによって最大HPが大きく上昇するため、領土はサーバー内の上位党による半独占状態にあったが、日本では2008年6月17日のアップデートにより、コロニー戦中は最大HP上昇バフが無効化されるようになった。
ワールドトーナメント
普段は行き来することができないサーバー間でのPvP対抗戦。
時期になると特設サーバーが設置され、各サーバーの代表党によるトーナメントが行われる。優勝党には専用アイテム（背中コスチューム「覇者の盾」）、優勝サーバーには1週間経験値UPなどの特典が用意されている。過去3度開催され、第1回大会・第2回大会はダイヤモンドサーバーのダイア党、第3回大会はスピネルサーバーのKTA党が優勝。
代表者選挙
当初のコンセプトの1つである「ゲーム内に政治を取り入れる」を実現すべくVer.2.0から実装された機能。
一定期間ごとに行われ、党Lv52以上の各党の党首のみ出馬することができる。派閥（王党派・共和派）の代表者を1人ずつ、家門Lv10以上のプレイヤーによる投票で決定する。当選者には専用の背中コスチュームが授与され、代表者の所属党には各派閥の合計所持コロニー数に応じてマーケット積立金とレオナルド・エクスプレス使用料に対する多額の税金が支払われた。
Ver2.7の実装により、積立金は派閥に所属しており、かつコロニーを所持する各党に分配されるようになる等、分配方式が変更されている。

### その他
エリートモンスター、ユニークモンスター
各エリアに出現する、一般モンスターよりも高い能力を持ったモンスター。エリートモンスターは小ボス、ユニークモンスターは中ボス的な存在。
エリートは一般よりもやや強いといった程度の能力で、下級モンスターを引き連れて小範囲を徘徊している。最近低レベル用狩場に大量に出没するようになった。
ユニークはエリートよりも遥かに能力が高く強力なスキルも持っており、各エリアに1体だけ出現する（存在しないエリアもある）。倒すと高確率で何らかの装備品をドロップするため、多少リスクを冒してでも挑む価値はある。広範囲をランダムに巡回しており、一度倒すと一定時間は出現しない。
レイドボス
ダンジョン最深部に出現したり特殊なアイテムを使用して召喚する超大型のボスモンスター。
ユニークモンスターよりもさらに大きく、圧倒的な能力を持つ。適正レベルでは単独での撃破が難しいため、数家門〜数十家門単位で挑むのが一般的。通常のモンスターからはドロップしないレアアイテムをドロップする可能性がある。毎回その場所に行けば戦える訳ではなく、出現後・撃破後から数時間〜数十時間間隔で出現する。人気の高いレイドボスは奪い合い（召喚合戦などと言われる）になることもしばしば。

## キャラクター
ゲーム開始時には基本キャラクターのファイター、マスケッティア、ウィザード、スカウト、ウォーロックが選択できる。バラックの枠があれば何度でも作成が可能。基本キャラクターは5職の男女1種ずつ、計10種の容姿で固定されており、キャラクターメイキング時点での容姿の差はない。外見はゲーム内や有料で入手する装備・髪型・コスチューム等で差別化を計ることができる（キャラクターメイキングの自由度を広げる気は全くないとインタビューで語られている）。キャラクターボイスに関しては、そのほとんどがラムズ所属もしくは出身者が起用されている。

### ベーシックキャスト
ゲーム開始時に選択できるキャストで、バラックに空きがある限り何人でもノーコストで作成する事ができる。作成時に選択できるのは男女、フェイスタイプ2種のバリエーションのみ。髪型はかつらや帽子コスチュームを着用する事で変更する。
ごく一部の防具・コスチュームは職業・性別による装備制限があるが、それ以外の性能での男女差は無い。
胴体防具の種類によって、外見が変化する点が編入キャストと異なる。
ファイター（Fighter）
声 - <男>中本順久　<女>野川さくら
多彩な武器と防御性能の高い金属鎧を装備可能な、近接戦闘を得意とする職。
ウィザード（Wizard）
声 - <男>置鮎龍太郎　<女>庄子裕衣
念動力による攻撃と味方を補助する魔法を駆使する攻守のバランスの取れた魔法使い。
スカウト（Scout）
声 - <男>堀孝行　<女>井ノ上奈々
味方の回復・強化に長けた支援職。
マスケッティア（Musketeer）
声 - <男>木部祥太　<女>不明
長い射程と抜群の殺傷力を誇るマスケット銃を扱うことに長けた職。
ウォーロック（Warlock）
声 - <男>不明　<女>田中理恵
火炎、氷結、電撃の3種の元素魔法によって広範囲に強力なダメージを与えることができる攻撃のスペシャリスト。

### 編入キャスト、NPC
作成するには該当キャラクターのNPCカードが必要となり、クエストを進行するなどして入手しなければならない。一度作成した固定キャラクターを削除すると、他のプレイヤーとの取引でカードを得る以外に再作成する手段はない。専用の武器やスタンスを持つキャラクターが多く、一部は通常では行けない場所に進入することもできる。基本キャラクターに比べて外見の選択の幅が狭く、「リボルドウェ ソルジャー」と「オーシュ マスケッティア」を除き性別の選択が不可能となっている。（有料キャラクター）は能力の強化・スタンスの追加・外見の変更がなされているエクストラキャラクターで、公式HPおよびゲーム内でカードの購入が可能。（編入可能/追加）は編入クエストは通常通り進行できるが、カード取得時に一定数の有料アイテムが必要となる。ベーシックキャストと異なり、胴体防具を変更しても外見に反映されない。外見を変更するにはコスチュームを着用させる必要がある。

#### リボルドウェ

##### 編入可能キャスト
アンドレ・ジャンジール（Andre Janzur）
声 - <男>不明
新たなインスピレーションを求めて新大陸に渡ってきたという世界的に著名な洋服デザイナー。
コスチュームショップ・ポーズショップとしても機能しており、自らがデザインした防具とコスチュームの製造が可能。
モデルはアンドレ・キム。
イェガネー（Yeganeh）
声 - <男>不明
暗い過去を償うため日々献身する大工。
イッジ・インブリア（Idge Imbrulia）
声 - <女>南條愛乃
リボルドウェの強化屋。重度の鎧フェチで、新しい鎧の開発に日々試行錯誤している。
鎧フェチの設定はcβからoβ中盤まで防具屋として配置されていたときの名残である。
クラウドボネ（Claude Baudez）
声 - <男>不明
リボルドウェ武器屋の親父。その腕は広く高く評価されている。
極めて豪快な性格で、全く関係のないクエストにも「おもしろそうだから」という理由で勝手に乱入してくる。
新大陸三大大男の一角。
クレアの養父。
ナジブ・シャリフ（Najib Sharif）
声 - <男>不明　<コンビネーションバフPV>上田燿司
異国タルガから渡ってきたリボルドウェ銃砲屋。ターバンと隻眼が特徴のアラブ風の男。
クエストを通じて「兄弟」と呼んでくる。
パンファルロ・ド・ナルドバイス（Panfilo de Narvaez）
声 - <男>不明
新たな食材を求めて新大陸にやって来た熱き料理人。
精悍な顔立ちで料理の腕も相当のものを持っているが、危険なボイスを発したり奇妙な歌を口ずさむ。
ブルーニ・エティエン（Brunie Etienne）
声 - <女>中川玲
役所通りにいる情報屋・トレジャーハンターで拳銃の使い手。身体が資本の稼業だが「汗をかくのが嫌い」というクールな性格。
高い敏捷を生かした拳銃の高速連射が魅力だが命中率にやや難がある。
リボルドウェ ソルジャー（Reboldoeux Soldier）
声 - <男>不明　<女>不明
リボルドウェの一般兵士。男女の選択が可能。

##### 編入不可NPC
リンドン（男）
リボルドウェ開拓支援本部長。新大陸上陸後のチュートリアルで世話になる。
三年戦争で活躍し男爵の地位を持つが、彼の過去や秘密を知ろうとする者はことごとく死の道を歩んだという。
本作生みの親、キム・ハッキュの専用キャラクターであり一般プレイヤーは使用できない。
ドミンゴ（男）
新大陸拓殖株式会社リボルドウェ支部長。肩書き上は「公務員」となっている。
普段は開拓者に優しく接するが、政府の秘密事項に関わることには厳しい態度を見せる。
エウセビオ（男）
街の長老。新大陸で起こった事件や噂話に詳しい。
ベラ（女）
アンドレストリートに立っている女性。東西洋の芸術品に詳しい。

#### リボルドウェ近郊

##### 編入可能キャスト
エンジ・ショルリ（Angie Shirley）
声 - <女>吉田安愉子
クイーンズゲート付近に立っている少女で、ジャックの姪。ジャックに様々な難題をふっかけられる。
両親はキエルチェに住んでいるが、事件に巻き込まれ死亡する。
ジャック（Jack）
声 - <男>不明
元ブリスティアの陸軍工兵で、新大陸に渡ってからは努力を重ね採石場主人にまで上り詰めた。エンジの伯父。
エンジの父親である弟が亡くなったとの一報を受け、他の英雄たちと共にブリスティアへ帰還。復讐のためケスたちのブリスティア独立計画に参加する。
ヘレナ（Hellena）
声 - <女>遠藤綾
アルセンサーカス団副団長。強大な魔力を秘め、団員からも恐れられる魔法使い。
病弱な母親を養うため、フェリペ大公の元へ。
シモン・アイェンデによりオーシュに囚われてしまう。
ラミロ（Ramiro）
声 - <男>南條愛乃
クイーンズゲート付近にいる少年。弱きに強く、強きに弱い性格。
体の小ささを利用して大人では入れない場所に行ける。
オーシュのテュビロン、イザベラとつるんでいることが多い。

##### 編入不可NPC
オルテガ・ブルホレン（男）
十人貴族の一人であり、ユルゲンとロルクの父親。
モントロによって操られてしまうもののロルクを含む開拓者の尽力により解放される。
正気に戻ると小顔になる。
ビセンテ・リオの敵だったが和解し、リサイタル支援を約束する。
エミリー（女）
アルセンサーカス団員。
セリーヌ（女）
アルセンサーカス団員。
セルデン（男）
フェルッチオ・ジャンクションで働く男。高度な格闘術を体得している。
公式イベント等でプロフェッサーNが使用するキャラクター。
マリオ（男）
アルセンサーカス団員。
プロスト（男）
アルセンサーカス団員。大きな鎌が特徴の仮面男。
ユルゲン・ブルホレン（男）
オルテガの息子でありロルクの兄。
父親と同じくモントロに操られ、暴走。
ルシフェル城での戦いにより絶命する。解放される事はなかった。
しかし実は生きており、キエルチェやアルモニアで色々悪事を働いている。
ルイス・アルセン3世（男）
アルセンサーカス団長。ベスパニョーラから呼び寄せられリボルドウェにあるブルゴーニュ宮殿で常駐している。
サーカス団は仮の姿で、実際は暗殺者集団。
新大陸に来たもののアニアに上司の名前をばらされる、シモンによりヘレナが囚われ裏切られる、一日一回開拓者にいじめられる、たまに秘密の鍵もっていかれるなど、コルテス並にさんざんな目にあっている。

#### コインブラ

##### 編入可能キャスト
コインブラ トゥルーパー（Coimbra Trooper）
声 - <男>不明
コインブラの一般兵士。
アイラワン（Irawan）
声 - <男>柳田淳一
東方の国プラテトゥシャムからやってきた格闘家。嵐で船が沈み困惑している。
アデリーナ・エスペランサ（Adelina Esperanza）
声 - <女>Ver.4.0.19まで藏合紗恵子 / Ver.4.1.2より田中敦子
コインブラ武器屋。開拓民となる前はベスパニョーラの有名な女海賊であった。
姓がエスペランサ女王と同じであることから、政府と何らかの関係があるのではと噂されている。
アレハンドロ（Alejandro）
声 - <男>不明
冷凍カジキマグロを初期武器として持つ海の男。
新大陸三大大男の一角。
ウンボマ（M'Boma）
声 - <男>不明
コインブラ魔法道具屋のアビシニアン人。アビシニアとはかつてのエチオピア。
火炎魔法と念動力スタンスを操り、自信に満ちた口調と態度を取る落ち着いた性格。
ブリスティア風の料理が口に合わず、故郷の料理を食べたがっている。
ヴァイロンのベアトリーチェは実姉。
エミリア・ジアニノ（Emilia Giannino）
声 - <女>Ver.4.0.19まで村田秋乃 / Ver.4.1.2より伊藤静
学者ロレンジョ・ジアニノの娘で、コインブラ道具屋。行方不明となった父の手がかりを探している。
暗黒エミリア（Emilia the lunatic）
声 - <女>伊藤静
暗黒面に堕ちたエミリア。
星座の力を追求し続けるあまり、内に秘めていた異なる自分を呼び起こした。
しかしそれはエミリアが幼い頃父親に受けた仕打ちにより生まれた人格であり、彼女が父親へ会いたい理由は復讐するためである。
普段のエミリアと違い、暗黒エミリアは派手なメイクに過激な衣装をしている。
カリュケ（Calyce）
声 - <女>井上麻里奈
新大陸に生まれ孤児として育った少女。オーシュで徘徊していたところを秘密機関に拾われ、15歳で石弓をマスターし兵士として頭角を現し自由傭兵の地位を手に入れる。
冷静な性格で他人と関わることを避ける節があるが、自分の仕事には完璧を追い求めようとする。
ガブリエラ姫を護衛し暗殺者を退けて以来、疑惑を感じている。
グラシエルロ（Gracielo）
声 - <男>不明　<コンビネーションバフPV>上田燿司
鶏冠のような赤髪が目を引く、ノリの良い青年。
登場時は暴力を振るうチンピラであったが、コインブラ兵であったカミユの兄エポリテを死なせる。
故意ではないとはいえ人を死なせた失意の中、プリッツ師匠の元で修行し、好漢へと成長を遂げるとともに「風の章」を伝授される。
なお「公式ビジュアルクロニクル」のスタッフ対談では、グラシエルロ関連ストーリーの出来が良すぎるために、続編の実装は困難だと語られている。
グレイス・ベルネルリ（Grace Berneli）
声 - <女>中川玲
コインブラ銃砲屋。ブリスティアからの移民にして元同国陸軍情報将校。
独自にベスパニョーラと三年戦争の暗部を探っており、開拓者たちに協力を要請してくる。
ソホ（Soho）
声 - <男>不明
コインブラ強化屋。諺と故事を好んで用いる口調と、年齢不相応の礼節を弁えた好青年。
トーラ（Tora）
声 - <男>平田宏美
アデリーナの同僚だったバルディの息子で、伝説のブルロン・オスワルツの孫。
子供の頃、父がアデリーナによって殺害された以降、彼女に対する復讐心で生きている。
リサ・リンウェイ（Lisa Lynway）
声 - <女>中川玲
コインブラの人気カフェ「セイウチ」の魅惑の女主人。重税を課すベスパニョーラ政府に反感を持っている。
ホセ・コルタサル（Jose Cortasar）
声 - <男>不明
コインブラ警備兵で砲兵。政府から砲弾が支給されず、自分の技術が発揮できないことに不満を抱いている。新大陸三大大男の一人。

##### 編入不可NPC
ヌネズ（男）
新大陸拓殖株式会社のコインブラ支部長。いかついタヌキのような風貌だが、経験が豊富で思慮深い有能な指導者。
時々簡単なミスを犯したり、ゲテモノ料理を考案しては無理矢理部下に試食させて困惑させるお茶目な一面も持っている。
ジェラルド・ロレン（男）
中立の立場を取る傭兵団ペガディーラの団長。思想に縛られず、報酬さえ用意すれば傭兵を買って出る。
グルトルデとは探偵事務所開業以前からの旧友。
リカルド船長（男）
新大陸に向かうプレイヤーが船上で最初に出会うことになる人物で、海賊時代のアデリーナの同志。
温厚な性格でアデリーナの信頼も厚かった。
カルロス（男）
港付近をたむろする密輸商。うさんくさいカタコトで、たびたび密猟を依頼してくる。
異国人を騙しやすいカモだと思っている節がある。
食料品屋カミユ（女）
コインブラ市場通りでパンを売る商人。頼れるトゥルーパーの格闘師範、エポリテを兄に持つ。
ラスカサス（男）
コインブラに住む一般移民だが、相当の格闘の腕を持つ。

#### オーシュ

##### 編入可能キャスト
グルトルデ・ピーターソン（Gurtrude Peterson）
声 - <男>不明　<コンビネーションバフPV>乃村健次
オーシュに事務所を構えている「自称」名探偵。大柄な男で、筋肉質で丈夫な体つきをしている。
口が滑りやすく探偵らしからぬ性格で、事務所はあまり繁盛していない。
職業柄か様々なクエストに顔を出す。
ジェラルド・ロレンとは友人関係。
エミリアが知らぬ陰から彼女を見守っている。
クレア（Clair）
声 - <女>釘宮理恵
「ソケット」を扱う商人。クラウドボネの養女でイッジを慕っている。
実母は開拓者グランディスことグラングマで、父親はフェリペ公。
テュビュロン（Tiburon）
声 - <男>中本順久
ラミロとつるんでいる悪童。
ビセンテリオ（Vicente Rio）
声 - <男>福山潤
オーシュ商店街で強化屋を営むブリスティア出身の吟遊詩人。幼い頃、父レオナルド・リオと共に新大陸に渡ってきた。
白虎（Back Ho）
声 - <男>間島淳司
東方の小国からやってきた熱血漢。かなりの男前。
グラシエルロの師匠であるブリッツと関係がある模様。
ミ・カルヤライネン（Mi Karjalainen）
声 - <女>藤平るみ
オーシュ魔法道具屋。セリフの端々から感じ取れる強気な性格の持ち主。魔法素材の製造ができる。
ロルク・プルホレン（Lorch Furuholmen）
声 - <男>布施雅英
オーシュ商店街の銃器職人。
銃器開発の夢を叶え、兄との跡継ぎ争いを避けるために、名門プルホレン家から家出して新大陸にやって来たため、連れ戻されそうになっている。
オーシュ マスケッティア（Auch Infantry）
声 - <男>利根健太朗 <女>吉田安愉子
長銃を持つオーシュの一般兵士。男女の選択が可能。

##### 編入不可NPC
シモン・アイェンデ（男）
ベスパニョーラ政府からの独立を目指して日々戦う、若き共和派のリーダー。
旧ブリスティア軍関係者とも繋がりがある。ガルシア、ケスとは旧友。ベロニフとは元恋仲で、クエストの中で復縁するが「今度こそ大切にする」と言いつつ、あれは彼女を安心させる為の方便だと言い放つ。
ケーキ売りのイザベラ（女）
ラミロとテュビュロンとよくつるんでいる。
ロルクにベタ惚れしており恋敵には容赦しない乙女だが、ケーキ職人としての腕前は本物。商人としては機能していない。
ペデリゴ
レオナルド・エクスプレスの創始者、レオナルド・リオの元秘書。現在は娘とともに古文書の研究をしている。
レオナルドの研究内容や、死の真相について詳しい。

#### ウスティウル前進基地

##### 編入可能キャスト
グラングマ（Grandma）
声 - <女>声：不明
開拓初期に数々の伝説を残し、今なお最前線で活躍し「開拓王」として尊敬を集めるウスティウル前進基地の指導者。
見た目は男だが実は女性。
レスキューナイト（Rescue Knight）
声 - <女>声：不明
中立的な人道活動団体に所属する兵員。男性も所属しているのかは不明。
ロミナ（Romina）
声 - <女>藏合紗恵子
レスキューナイト中隊長。愛らしい外見に似合わぬ剛毅で実直な人物。

##### 編入不可NPC
アレントス（男）
魚を釣って食材を賄っている男性。
エステバン（男）
ウスティウル前進基地の食料担当の老人。厳しい食糧事情に身体を張って対処している。
マルセリノ（男）
ウスティウル前進基地の武具開発担当の青年。「あるものでなんとかする」がモットー。

#### バハマル

##### 編入可能キャスト
シエラ・ローズ (Sierra Los)
声 - <女>東山奈央
現バハマルの魔女。バハマル地域の神秘について説明してくれる魔女。風邪を引いたり、十人貴族に襲われたり、開拓者に会ってから散々である。
出会った記念に自分の帽子をプレゼントしてくれる。

##### 編入不可NPC
レオノラ・ローズ（女）
元バハマルの魔女でありシエラの祖母。バハマル地域に足を踏み入れた開拓者達に出て行くように言うが、クエを隔てるにつれ協力的になる。
イゴルニー男爵（男）
ベスパニョーラからこれ以上の開拓は不可能と判断されたバハマル地域の開拓を任せられた人。本国では随一の開拓者と自称。
開拓者を使い文通でバハマルの魔女の説得を試みるが失敗。コルテスの部下に裏切られ最終的に魔女の味方になる。いつも時計を気にしている。

#### ロス・トルドス、死者の大地

##### 編入可能キャスト
エデュアルド・ヒンギス（Eduardo Hingis）
声 - <男>利根健太朗
「記憶を捜し求める者」と呼ばれる謎の人物。
その名の通り、記憶を失っており、気がついたら死者の大地でカートに命を救われた事から、絶対的にカートに仕えるようになった。
洞穴に身を隠しミュエルトス（開拓者達のアンデッド）を狩り続けている。
開拓者達に会うことにより自らの記憶を取り戻す決意をしカートを裏切る事になる。
セルバと共にブリスティア（キエルチェ）へ帰還した際ティグレス収容所で記憶を取り戻し、セルバにプロポーズした。
カート・リンドン（Kurt Linden）
声 - <男>星野貴紀
「名もなき者」と呼ばれる謎の人物。
血縁者ではなく養子だが、あまりにも優秀過ぎるために、恐れを覚えた養親に勘当された上に命までも狙われている。
逃亡の末、ロス・トルドスに行き着き、自らの本名を隠しブルロン達のリーダーとなった。

#### ギガンテアイランド

##### 編入可能キャスト
ソソ（Soso）
声 - <女>加藤英美里
異大陸タンインから来たという強烈な個性を持つ格闘家の東洋人。強気な性格だが頭は悪い。白虎と因縁がある。
拳スタンス「大地の章」と足技スタンス「風の章」、固有スタンスの「氷の章」が使用できる。
ルディン（Ludin）
声 - <女>悠木碧
兄リオネルに会いたいがためにヴァイロン島を目指すもののギガンテアイランドに来た。

#### エラク

##### 編入可能キャスト
ナル（Nar）
声 - <男>小山力也
エラクの戦士の一人。過去にエミリアの父、ロレンジョをオクルタダンジョン内を案内したようだが、原因不明の爆発事故に巻き込まれナル一人だけ生き延びた。
本人は触れられたくない過去として他者に隠している。ロレンジョの眼鏡を持っていくと、過去が暴露されることを避けるために開拓者に悪態を突き、オクルタダンジョンへわざと侵入させて隠蔽しようとする。
アニア（Ania）
声 - <女>豊口めぐみ
ナルの幼馴染。ナルのためにいろいろ協力してくれたりする。一人で敵が群がっている中に飛び込んだり、アルセンサーカス団に突入したりと無茶な一面がある。

##### 編入不可NPC
ハマン（女）
エラク地域の族長。

#### トルシェー屋敷

##### 編入可能キャスト
カトリーヌ（Catherine）
声 - <女>能登麻美子
不治の病により若年でこの世を去ったトルシェー博士の愛娘を生き写しした球体関節人形。
カトリーヌ・トルシェー（Catherine Torsche）
声 - <女>能登麻美子
亡くなったと思われていたトルシェー博士の実の愛娘。アップデート「疾風の暗殺者」で実装。十人貴族のエルナンデスによって死を装い拉致された。
モントロ子爵によってフェリペ大公に忠誠を誓うよう洗脳させられた彼女は、ヘレナらを輩出した養成機関によって暗殺者として育てられた。
その後プレイヤーたちのおかげで洗脳が解け、トルシェー博士と親子の絆を取り戻す。
ベスパニョーラで囚われていた頃イオンと出会い、再開した今は友達以上恋人未満の関係を維持している。
マリー・デュプレシ （Mary Duplessis）
声 - <女>藤村歩
トルシェー博士がベスパニョーラにいた頃のメイド長の娘。子供の頃からトルシェー博士に対する話を母から聞いて育った。
母が亡くなった後、遺言に従いトルシェー博士を探すために新大陸に渡る。

##### 編入不可NPC
トルシェー博士（男）
かつてベスパニョーラ最高の錬金術師と呼ばれていた学者。
三年戦争におけるベスパニョーラの兵器開発に深く関わっており、政府の暗部を知る人物の一人。
戦争終結後は政府と手を切って人目を避け、ひたすら広大な屋敷の中にこもり続ける。
どもり癖がある喋り方と、グラシエルロに劣らぬトサカヘッドが特徴。元十人貴族。
何かとかとカトリーヌを過保護に心配するが、拒否されている。

#### カトヴィック

##### 編可能入キャスト
ナタリー（Natalie）
声 - <女>沢城みゆき
レスキューナイツ第4中隊下士官。姉のダリアを敬愛するあまり自分に自信が持てずにいた。
姉と父親に自身を認めてもらうため、開拓者と行動を共にするようになる。
ヴァイロンにてダリアと再会する。故郷へ戻るよう言われるが、開拓者らとの旅の中で自信をつけたナタリーはまだ旅を続けたいと姉を説得した。

##### 編入不可NPC
ルデザービシハ（男）
カドヴィックで消息のたった村の村民達の救出のためにベスパニョーラから派遣されてきた。グラングマと同じくレスキューナイツを従えている。
インビエルノ（男）
カドヴィックの村の生き残り。ベスパニョーラやノヴィアなど、やたらと詳しい謎の人物。他にも多くの情報を持っているようだが、知らなくてもいい事と一蹴される。
氷漬けの女性（女）
見せしめにノヴィアに氷漬けにされた女性。そのままの状態で氷魔塔の目の前に置かれている。

#### カスティア

##### 編入可能キャスト
アドリアナ・パルティニ（Adriana）
声 - <女>小清水亜美
ベスパニョーラ海軍第2艦隊提督。
マスケッティア女性に似た容姿で眼鏡を着用している。大きなハットが特徴。
エリーザ（Elisa）
声 - <女>堀江由衣
ベスパニョーラ海軍第2艦隊看護将校。
ウォーロック女性に似た容姿をしている。キュートカールが特徴。
クルーズ（Cruze）
声 - <男>井上剛
ギャンブル依存症の男性。

##### 編入不可NPC
全て基本キャストに似た容姿をしている。
ソフィア（女）
ペスパニョーラ海軍第2艦隊参謀。
スカウト女性に似た容姿で眼鏡を着用している。口元にホクロがある。
ビビアナ（女）
ベスパニョーラ海軍第2艦隊物資補給将校。
ファイター女性に似た容姿をしている。赤いポニーテールが特徴。

#### ヴァイロン

##### 編入可能NPC
レイヴン（Raven）
声 - <男>平田広明
ヴァイロン島フェロメ城の執事、兼管理人。
元ブリスティアの謀報将校だが、3年戦争後逃亡中モントロに呪いをかけられ執事をしていた。
本人曰く執事自体は天職だったようで、解放された後も執事姿を気に入っている。
解放されてからはガルシアとつるんでいることが多いが、ナンパ・一攫千金狙いどれも失敗している。
リオネル（Leonele）
声 - <男>鈴村健一
本国の貴族出身で、ヴァイロンの管理責任者。
上司の横暴に手を焼いており、陰謀を阻止しようと開拓者に協力を依頼する。
ルディンの兄。
ベロニフ（Berroniff）
声 - <女>日笠陽子
マルチェティの実姉。ヴァイロンで錬金術師をしている。
普段は冷静だが錬金術の研究に関する事となると周りが見えなくなるほどに自分の熱中してしまう。
自分を捨てて新大陸へ渡った元恋人のシモンのおかげで、新大陸の開拓者を嫌っている。
自分の身を投げ打ってでも、グレイスを救いたいというヘイランを心配する優しい一面もある。
シモンとは現在復縁中。
ベアトリーチェ（Veatrice）
声 - <女>浅川悠
ウンボマの姉。モントロ決戦の際突如現れ、モントロの息の根を止めていった。
ダリア（Daria）
声 - <女>儀武ゆう子
イノリーの最年少将校。妹のナタリーを探しにヴァイロン島に来た。
イオン・フェリペ（Ion Felipe）
声 - <男>寺島拓篤
現ベスパニョーラ女王の従兄であるフェリペ大公の実の息子。
エルナンデスの下でいろいろ教わりながら育った。そのためカトリーヌ・トルシェーとは面識がある。
考えの違いからエルナンデスから離れ、自分を見つめなおすために新大陸にやってきた。
グランディスが見間違えるほど若い頃のフェリペ大公と瓜二つらしい。
ビンセント（Vincent）
声 - <男>声：鶴岡聡
ディロスラテムの死について調べるために新大陸へやって来た。アンドレとは同好の士。
バンという名の兄がいる。
グランディス（Grandies）
声 - <女>甲斐田裕子
ヴァイロン島郊外に現れる謎の女剣士。
その正体はモントロ子爵によって作られた、若かりし頃のグラングマのクローン。
開拓家門らの前に立ちはだかるも、決戦の際には彼女の中に受け継がれているグラングマの記憶が彼女をつき動かし、モントロ討伐に参戦することになる。
モントロ討伐後は開拓者と共に自分という存在を確立するため同行するようになる。

#### キエルチェ

##### 編入可能キャスト
ヴェイル（Veil）
声 - <男>中田譲治
ブリスティア軍人（大佐）であったが、終戦後はブリスティア独立を掲げているレジスタンスのリーダーをしている。
ケスとレノルドの策略により収容所へ軟禁されていたが、開拓家門らによって救出されブリスティア独立のため行動を共にするようになる。
レイヴンほどではないが、女好き。
オリヴィア（Olivia）
声 - <女>原由実
キエルチェ総督に仕える補佐官。ケスには絶対的な忠誠を持つ。
女性でありながらも軍の中で指折りの実力を持っている。
その正体はレノルドが差し向けたスパイで、3年戦争で滅んだコースター村の出身。
しかし長い間ケスを見守ってきたために情が移り、肝心な所でケスを逃してしまい、レノルドの元へ戻れなくなる。
帰る場所の無い彼女は自暴自棄になるが、自分のすべき事を見つけるために開拓家門らと行動を共にすることとなった。
スパイであったという事実上、現在はヘイランによって軟禁されている。
カノ・キエルチェ（Kano Kielce）
声 - <女>茅野愛衣
現キエルチェ総督であるケスの実妹。
学業のためにベスパニョーラへ渡ったはずなのだが、ブラッディネイビーの一員としてブリスティアへ帰還する。
レノルドの策略により、兄とはすれ違いになり疎遠になってしまっていた。
レノルドに利用されていたことに気付くも、兄は安否もわからず行方不明となり、兄を信じられなかったことを後悔し心を閉ざしてしまう。
開拓家門らの協力により回復し、兄を探すため開拓家門の一員となる。
ケス・キエルチェ（Kess Kielce）
声 - <男>櫻井孝宏
現キエルチェ総督でカノの実兄。中性的な容姿で、とても頭が切れる。J.D.とカノだけには優しさを見せるという。
先代の父が残していった裏切り者という名を背負って辛い少年時代を過ごした模様。
ブリスティアの解放を第一に考えており、ブリスティア独立計画を画策しブリスティアの英雄たちを呼び戻した。
サロン「赤い帽子」に居るところをレノルドに襲撃され、失踪。レノルドと手を組み、開拓家門らの前に立ちふさがる。
しかしそれはレノルドらベスパニョーラ勢力を一掃するための、ケスとマルチェティの一芝居であった。
再びベスパニョーラの手が及ぼうとも困難を乗り越え、いつかブリスティアを独立させることを市民に宣言した。
その後借りを返したいということで開拓家門の一員となる。
シモンとは幼い頃の旧友。
J.D.（Judgement Day）
声 - <男>木内秀信
代々キエルチェ家に仕える家門の末裔。歳は20代前半から半ば。ケスとカノとは幼馴染で、とても仲が良かった模様。
しかし3年戦争より少し前のある事件により一族は崩壊。キエルチェ家に身を寄せるが、戦後国も名も捨てベスパニョーラへ渡る。
実力主義のブラッディネイビー隊へ入団し、数年後キエルチェへ帰還することとなった。
ブラッディネイビーの少佐として開拓家門（プレイヤー）やケスと対立するが、リシュリューの失態を隠すためにレノルドから切り捨てられてしまう。
死刑宣告された所を開拓家門によって救出され、ケスの元へ戻る。
マルチェティ（Marchetti）
声 - <男>田村睦心
天才科学者で、ベロニフの実弟。
興味ないことには全く無頓着。
自然に回復魔法を使いこなすヴァレリアに心を惹かれ、開拓家門の一員となる。
嫌いなものはバカとシモン・アイェンデ。
バレル（Barrel）
声 - <男>石塚運昇
キエルチェ路地裏の理髪店・店主で、ブリスティアの伝説として語り継がれていた元軍人。
ハサミより酒瓶を持っていることのほうが多い。
人は彼を「デブバレル」「飲んだくれバレル」と呼ぶ。
自称ブラッディーオーバードライブ創始者。
ヘイラン（Heyran）
声 - <女>皆川純子
高級サロン「赤い帽子」のマダム。グレイスとは将校時代の旧友。
昔自分の命を救ってくれたグレイシー（グレイス）に異常なまでの関心を持つ。
情報が飛び交うサロンでマダムをしながら、ケス総督と共にブリスティアの解放を願い暗躍している。

##### 編入不可NPC
リシュリュー（男）
レノルドと結託してケスを総督の座から引き摺り降ろそうと企んでいる。
一応ブリスティアの未来を考えてはいるものの、総督の座欲しさに騙されているのに気付いていない。
レノルド（男）
ブラッディネイビーの隊長で、新ベスパニョーラ十人貴族のひとり。
部下想いではあるようだが、目的のためなら容赦なく切り捨てる。
リシュリューに近寄り、ブリスティアの内部崩壊を目論んでいる。
踊らされていると知らずケスと手を組み、反抗組織を一掃した後ケスもろともキエルチェ制圧を図ろうとする。
ケスの計画通り、ブリスティアの英雄たちに呆気なく倒された。

#### その他の地域

##### 編入可能キャスト
ヴァレリア（Valleria）
声 - <女>花澤香菜
生まれてすぐに新大陸のジャケン収容所の最深部に仮死状態で幽閉されていたガブリエラ姫の双子の妹。
ルネッサンスアップデートから実装された。
救出後に教育を受けて一般常識を学んでいる。
エヴァ・シャロン（Eva Sharon）
声 - <女>大原さやか
バハマルベースキャンプにいるイゴルニーの秘書。実はその正体はコルテス伯爵の秘書。
イゴルニーを使い、バハマルの魔女を排除しようとしていた。しかし魔女とイゴルニーの面会の際に、十人貴族の手下だと身バレする。その後イゴルニーは魔女たちの味方となり、魔女の排除は失敗に終わった。
コルテスに忠誠を誓っており、彼が望んでいる事なら自らの手を血で染めることも厭わない。
ベアトリーチェに訳ありでスカウトされ（シャロン自身にとってはコルテスの遺族の為）、開拓家門らの一員となる。
ガルシア・ヒンギス（Garcia Heungys）
声 - <男>間島淳司
元ブリスティア特殊部隊員。ある復讐のためにグラナド・エスパダに密入国し、オーシュ近くのセニーザ高原に潜伏している。
グレイスとは別の部隊にいたため顔を合わせたことがない。行方不明の兄とその兄を追いかけている恋人を追いかけている。
モントロ子爵と同じ様にアンデッドを操ることが出来るようだが、その能力はモントロ子爵の足元にも及ばないらしい。編入後は使用できない能力。
兄の恋人に対して淡い恋心がある模様。
シモンやレイヴンと旧友。レイヴン編入後は彼とよく行動することが多いが、良いことがあった例がない。
セルバ・ノルテ（Selva Norte）
声 - <女>井上喜久子
行方不明の恋人を探し彷徨う女性。モントロ子爵に片腕を使えなくされたが、セルバアームをつける事によりさらに力をつける事になった。
記憶を失った恋人から「この女」と一蹴されるも追いかけ続けるが追いつくことは出来なかった。
それでも諦めずに恋人を追い続ける一途な乙女。基本的に一匹狼な性格。ガルシアからの助けにも拒絶する事がある。
ブリスティア帰還後よりエデュアルドと共に行動するようになり、記憶を取り戻させようと積極的にチャレンジする。
記憶を取り戻したエデュアルドからプロポーズを受けるが、昔からマイペースで天然なエデュアルドに早くも呆れ顔である。
ミフユ（Mifuyu）
声 - <女>水樹奈々
日本で行われた第1回キャラクターデザインコンテストによって実装されたキャラクター（韓国にはミフユと同じ能力のキャラクターは存在しておらず、韓国のミフユは日本のアスカが同等の能力で実装されている）。
新大陸出身の母と東国から開拓に来た父の新大陸ハーフ2世。父から新大陸の開拓話を幼い頃から聞かされ憧れを抱いていた。
父から免許皆伝を授かると同時に新大陸へと渡ってきた。
ビキ・エルネスト（Viki Arnest）
声 - <男>國分優香里
隠居した元召喚士ウルリック公と共に暮らす愛らしい少年。ウルリック公はトルシェー博士と旧知の仲。

##### 編入不可NPC
ウルリック・エルネスト（男）
元十人貴族。テハドベルデの小屋に、孫のビキと暮らしている。

### ベスパニョーラ政府
エスペランサ女王（女）
ベスパニョーラの女王。彼女の真意も、その姿も明かされていない。
ガブリエラ姫（女）
共和派との和解のためにベスパニョーラ本国からやって来た、エスペランサ女王の部下。姫だが女王直系ではない。可憐で清楚な容貌が人気を集め、彼女のために王党派に所属する開拓者が後を絶たないという。

### ベスパニョーラ十人貴族
十人貴族関係者と元十人貴族もここに記述する。
クエストを進めるに連れ死亡や行方不明などを理由にモントロ、コルテス、ブリッツ、ノヴィア、オルテガ、トルシェー、ウルリック、グラングマは正式に十人貴族から除名される。
それによりエルナンデスの主導により新しい十人貴族が発足される（新体制の十人貴族は未実装）。

#### 旧十人貴族
幻影術師シャルリン（女）
自称ベスパニョーラ十人貴族の一人。「フェルッチオの遺産」の手がかりを求め、本国から派遣されてきた。濃いピンク色の髪と高慢な口調が特徴の美女。
グレイスとは過去に因縁があった。「テトラ大遺跡」最深部でトレジャーゴーレムを操り開拓者の前に立ちはだかる。トルシェー博士曰く「イチゴヘッド」。
トルシェー、ウルリック等を亡き者にし十人貴族になろうとするも開拓者に阻まれる。
氷の魔女ノヴィア（女）
ベスパニョーラ十人貴族の一人。「フェルッチオの遺産」の手がかりを求め、本国から派遣されてきた。氷の魔塔に姿を現す。
氷魔塔前に立つ女性は、ノヴィアによって凍り漬けにされた。
元はベスパニョーラの大商人の娘だった。フェルッチオに出会い恋心を抱くが、愛人と娘がいることを知ってしまい、初恋を終える。
その時、近づいてきたフェリペ大公に誘われ、十人貴族となる。
ブリッツ・オラシオ（男）
忘れ去られた埠頭に庵を結ぶ老人。格闘術の達人。ベスパニョーラ十人貴族に数えられるようだが、政府の手先として暗躍する他の十人貴族たちとは一線を画した態度を見せる謎多き人物。
悩めるグラシエルロに道を示したり、グルトルデ、ラワン、ソソの師匠に当たり（ラスカサス、セルデン、リエヌ）などもブリッツの弟子になる。
白虎とは関りがある様子。カリュケにも新たな力を授ける。加えて、グラングマとは旧知の仲で唯一グラングマを言いくるめられる人物。
モントロ子爵（男）
ベスパニョーラ十貴族の一人であり、ヴァイロン島フェロメ城城主。「フェルッチオの遺産」の手がかりを求め、本国から派遣されてきた。
若々しい肉体と黒魔術でアンデッドを操る力を持ち、冷酷非情な所業・言動を見せるネクロマンサー。「骸骨の巣」最下層でロミナやグラングマの前に立ちはだかる。
過去にもグラングマとの接触がある模様。グレイスの調査先にも出現。
エデュアルドを肉体改造し、死者の大地に捨て、セルバの片腕を再起不能にし、Dr.フランモールステインをアンデッドにし、コルテスを魔物化にした。
ヴァイロン島ルシフェル城で決着。
アルフォンソ・エルナンデス（男）
十人貴族内での主導権を握りたいがために、トルシェー博士の愛娘カトリーヌの死を装い、拉致した。モントロを子爵に推薦した人物でもある。
コルテス（男）
ベスパニョーラ十貴族の一人。「フェルッチオの遺産」の手がかりを求め、本国から派遣されてきた。
部下のシャロンを従えバハマルの魔女をバハマル地域から追い出そうとするにも開拓者たちに阻まれ失敗。腐敗した大地では、エデュアルドの所在を求めるセルバに追跡され、結果的に石化する。
その後、セルバと開拓者の手により石化は解け、その勢いでセルバと開拓者に襲い掛かるも返り討ちにされる。新大陸では散々な目に会っている。
度重なる失敗により立場が危うくなった所をモントロ子爵により魔物化される。
シャロンが幼なくて貧しかった頃、手を差し伸べてやるという優しい一面もあった。
- オルテガ・ブルホレン（男）
- トルシェー博士
- ウルリック・エルネスト（ハルエビ）
- グラングマ

#### 新十人貴族
8人のメンバー入れ替えがあり、一体誰が新十人貴族なのかは謎のベールに包まれている。
- アルフォンソ・エルナンデス
- レノルド

### 課金キャラクター
課金キャラクターではあるが、アイテムモール販売を経て数ヵ月後Fesoショップへ追加されゲーム通貨（Feso）で購入出来るようになる（※再入手機会の無い迅雷のアドリアナ、士官候補生エリーザを除く）。
アスカ（Asoka）
声 - <女>戸松遥
ミフユの妹。韓国仕様のミフユで、外見はミフユの色違い（韓国ではミフユの能力のキャラクターが存在しない）。
ヴァレリア・ヴェンデッタ（Valleria Vendetta）
声 - <女>花澤香菜
ヴァレリアが自分の出自とそれに纏わる陰謀を知り、純真な心を脱ぎ捨てた姿。つまりIF世界のキャラクター。
彼女に残っているのは、肉親への憎悪と空虚さだけである。
海賊アデリーナ（Adelina the Pirate）
声 - <女>Ver.4.0.19まで藏合紗恵子 / Ver.4.1.2より田中敦子
アデリーナの若き頃の姿。
開拓者グランディス（Pioneer Grandies）
声 - <女>甲斐田裕子
グラングマの若い姿として実装。
風のソホ（Soho the Fighter）
声 - <男>不明
通常のソホより強化されている。
賢者エミリア（Emilia the Sage）
声 - <女>Ver.4.0.19まで村田秋乃 / Ver.4.1.2より伊藤静
通常のエミリア強化がされている。
士官候補生 エリーザ（Cadet Elisa）
声 - <女>堀江由衣
エリーザが海軍士官学校に通うころの姿。
元々の才能から能力は高いが、自分に自信を持つことが出来ずにいる。
シャルリン（Sherlin）
声 - <女>喜多村英梨
エルナンデスの手下でグラナド・エスパダの各地を回って特殊な現象や物件を集める任務に務めた人物。
家門とは無理に反目する必要はないと思い協力するようになった。
しかしそれは表向きで、ベアトリーチェに送り込まれたスパイ。現在はベアトリーチェに執心している。
迅雷のアドリアナ（Cadet Adriana）
声 - <女>小清水亜美
ベスパニョーラ新興貴族の娘であり、カスティア特別艦隊司令官のアドリアナが海軍士官だった頃の姿。その素早い動きと驚異的な突破力は敵兵より［迅雷］という通り名で恐れられた。
完全期間限定販売で再入手機会は設けないと発表されている。
スナイパーグレイス（Sniper Grace）
声 - <女>園崎未恵
グレイスの将校時代の姿。
スパイオリヴィア（Spy Olivia）
声 - <女>原由実
レノルドの忠実な部下であるオリヴィアのスパイ姿。
戦闘調理人パンファルロ（Panfilo the Battlecook）
声 - <男>不明
通常のパンファルロ強化されている。
ソラン（Sorang）
声 - <女>下田麻美
ソソの実妹で、姉を探しに両親には内緒で新大陸へやって来た。姉に憧れて国一番の格闘家を目指している。
バトルスミスイッジ（Idge the Battlesmith）
声 - <女>南條愛乃
通常イッジより強化されている。
フリーデ・ベッケラート（Friede Beckerath）
声 - <男>小林ゆう
国内で行われたキャラクターデザインコンテストによって実装されたキャラクター。見た目は女に見えるが、男である。
ラッセルタルガ（Racel Targa）
声 - <男>岡本信彦
タルガの王族だが王位継承権とは無縁で、オルペシアとタルガを繋ぐ貿易商。
王族かつ巨商の令息として大切に育てられたが、自身が荒事にも首を突っ込みたがる行動派。育てられた環境ゆえ他人を見下す表情や物言いをするが、実力のある相手は尊重できる少年。
ラルフ（Ralph）
声 - <男>藤原啓治
2010年国内で行われたキャラクターデザインコンテストによって実装されたキャラクター。
ある時考古学と出会い、柔軟な思考、型にとらわれないスタイル、非凡な能力で国内のみならず東国や他の地域でも多くの功績を挙げた。
本国で様々な研究に着手するうちに、いくつかの史実が時の施政者や権力者の手によって塗り替えられていったものだと推測するようになる。
彼はその推測こそが真実だという確証を得たが、その事実を公表することなく、研究の成果を全て捨てて本国を離れることを決意をした。それは彼の周りに立ち込める不穏な気配から、彼と彼の大切な存在を守るための決断だった。
2011年7月20日に世界に先駆けて日本版に実装された。
レイチェル・シェフィールド（Rachel Sheffield）
声 - <女>豊崎愛生
国内で行われたキャラクターデザインコンテストによって実装されたキャラクター。
ルディンの学友で、なかなか戻らないルディンを心配し新大陸にやって来た。ルディンの兄リオネルをライバル視している。
ローズスピリット（Rose Spirit）
声 - <女>石原夏織
モントロ子爵の科学と錬金術の研究によって生み出されたホムンクルス。見た目は14歳の少女。モントロの死後、世界を自分の眼で見るため、旅に出る。
自分の記憶というものが無いため、非常に無知。あらゆるものが新鮮に見え、好奇心が旺盛。
自分が他の人間と違うことを気にしており、好奇の視線を向けられることを嫌う。
ロン（Liung）
声 - <男>松岡禎丞
台湾で行われたキャラクターデザインコンテストによって実装されたキャラクター。
東方のタンイン国出身の母と、ブリスティア出身の父の間に生まれた18歳の青年。
反抗的で他人に対する気使いを知らない。自分自身が一番強いと思っている井の中の蛙。勝ち気で負けん気の強い性格で自己中心的な言動が目立つ。

## スタッフ
- 開発：IMC Games
- 運営：ハンビットユビキタスエンターテインメント
- プロデューサー：金学奎（キム・ハッキュ/ラグナロクオンライン）
- 音楽：SoundTeMP(ラグナロクオンライン)、久保田修(BEMANIシリーズ)、TaQ(BEMANIシリーズ)、S.F.A、Kim Junsung、Mojado、Estuera、DJ Tiesto、Phynn、Otyg、DJ.CorFijneman、Filterheadz Present Orange 3
- 開発チーム長：イ・ヨンシク
- 原画：キム・イルフン、ウ・ギョンジン、小林智美(サガシリーズ/アンドレシリーズ)、Limha Lekan(ベーシックキャスト初期服、最初期広報用アート)、MAGI(ルブラン/ルノワール/広報用アート)、NOX(ディグニット、悪魔城防具)、GyuHo.Lee(ラヴェンティスカ、パンテーラジャケット、エンジ、バハマルNPC、背景、武器、モンスター。ギガンテ地域開発中に退社)、Teratoid(グリーククロマ)、RAY TAE YOON SHIM(バハマル地域モンスター、背景)、Npaisoft(背景デザイン)
- 日本オリジナルコスチュームデザイン：三好載克、MID、N・A、西野幸治、春乃壱、碧風羽(工画堂スタジオ)、行徒(電撃マ王/グラナドエスパダ公式コミック)
- 井上巧、木村樹崇、杉山友希、加藤勇樹(アークシステムワークス/ブレイブルー)、石渡太輔(アークシステムワークス/ギルティギア2)、Kyo、KOJI、今野隼史、輝竜司、NOX
- 期間限定武器デザイン：大堀豊((電撃マ王/アラド戦記公式コミック)、toma、TASA、MID
- 韓国版運営本部長(海外支援担当)：シン・ムジン
- 日本版運営プロデューサー：中尾圭吾(GM家門名：プロフェッサーN)